# احسان حاج‌صفی
احسان حاج‌صفی (زادهٔ ۶ اسفند ۱۳۶۸) بازیکن فوتبال اهل ایران است که برای باشگاه فوتبال سپاهان بازی می‌کند . در رده ملی، وی سابقه حضور در ۳ دوره جام جهانی فوتبال و ۴ دوره جام ملت‌های آسیا را داشته‌است؛ و با انجام ۱۴۲ بازی ملی از این نظر در رده سوم بازیکنان تاریخ فوتبال ایران قرار دارد.

## آمار باشگاهی
- تا تاریخ ۵ اسفند ۱۴۰۳

| عملکرد باشگاهی           | عملکرد باشگاهی           | عملکرد باشگاهی           | لیگ  | لیگ | جام      | جام      | بین‌المللی | بین‌المللی | مجموع | مجموع |
| فصل                      | باشگاه                   | لیگ                      | بازی | گل  | بازی     | گل       | بازی      | گل        | بازی  | گل    |
| —                        | —                        | —                        | لیگ  | لیگ | جام حذفی | جام حذفی | قاره      | قاره      | مجموع | مجموع |
| ------------------------ | ------------------------ | ------------------------ | ---- | --- | -------- | -------- | --------- | --------- | ----- | ----- |
| ۸۶–۱۳۸۵                  | سپاهان                   | لیگ برتر                 | ۸    | ۰   | ۱        | ۰        | ۷         | ۰         | ۱۶    | ۰     |
| ۸۷–۱۳۸۶                  | سپاهان                   | لیگ برتر                 | ۳۲   | ۶   | ۳        | ۱        | ۵         | ۰         | ۱۴۲   | ۷     |
| ۸۸–۱۳۸۷                  | سپاهان                   | لیگ برتر                 | ۲۹   | ۶   | ۱        | ۲        | ۴         | ۰         | ۳۴    | ۸     |
| ۸۹–۱۳۸۸                  | سپاهان                   | لیگ برتر                 | ۳۲   | ۵   | ۱        | ۰        | ۶         | ۰         | ۳۹    | ۵     |
| ۹۰–۱۳۸۹                  | سپاهان                   | لیگ برتر                 | ۲۸   | ۲   | ۳        | ۰        | ۷         | ۰         | ۳۸    | ۲     |
| مجموع سپاهان             | مجموع سپاهان             | مجموع سپاهان             | ۱۲۹  | ۹   | ۹        | ۳        | ۲۹        | ۰         | ۱۶۷   | ۲۲    |
| ۹۱–۱۳۹۰                  | تراکتور                  | لیگ برتر                 | ۳۲   | ۵   | ۱        | ۰        | –         | –         | ۳۳    | ۵     |
| ۹۲–۱۳۹۱                  | تراکتور                  | لیگ برتر                 | ۱۳   | ۴   | ۰        | ۰        | –         | –         | ۱۳    | ۴     |
| مجموع تراکتور            | مجموع تراکتور            | مجموع تراکتور            | ۴۵   | ۹   | ۱        | ۰        | –         | –         | ۴۶    | ۹     |
| ۹۲–۱۳۹۱                  | سپاهان                   | لیگ برتر                 | ۱۶   | ۲   | ۳        | ۰        | ۵         | ۰         | ۲۴    | ۲     |
| ۹۳–۱۳۹۲                  | سپاهان                   | لیگ برتر                 | ۲۹   | ۲   | ۱        | ۰        | ۶         | ۰         | ۳۶    | ۲     |
| ۹۴–۱۳۹۳                  | سپاهان                   | لیگ برتر                 | ۲۵   | ۲   | ۱        | ۰        | ۰         | ۰         | ۲۶    | ۲     |
| ۹۵–۱۳۹۴                  | سپاهان                   | لیگ برتر                 | ۵    | ۳   | ۰        | ۰        | ۰         | ۰         | ۵     | ۳     |
| مجموع سپاهان             | مجموع سپاهان             | مجموع سپاهان             | ۷۵   | ۹   | ۵        | ۰        | ۱۱        | ۰         | ۹۱    | ۹     |
| ۲۰۱۵–۲۰۱۶                | اف‌اس‌وی فرانکفورت         | بوندس‌لیگا ۲              | ۲۷   | ۲   | ۱        | ۰        | –         | –         | ۲۸    | ۲     |
| مجموع اف اس وی فرانکفورت | مجموع اف اس وی فرانکفورت | مجموع اف اس وی فرانکفورت | ۲۷   | ۲   | ۱        | ۰        | –         | –         | ۲۸    | ۲     |
| ۹۵–۱۳۹۴                  | سپاهان                   | لیگ برتر                 | ۲۵   | ۵   | ۴        | ۱        | –         | –         | ۲۹    | ۶     |
| مجموع سپاهان             | مجموع سپاهان             | مجموع سپاهان             | ۲۵   | ۵   | ۴        | ۱        | –         | –         | ۲۹    | ۶     |
| ۲۰۱۷–۲۰۱۸                | پانیونیوس                | سوپر لیگ                 | ۱۴   | ۱   | ۳        | ۱        | ۳         | ۰         | ۲۰    | ۲     |
| مجموع پانیونیوس          | مجموع پانیونیوس          | مجموع پانیونیوس          | ۱۴   | ۱   | ۳        | ۱        | ۳         | ۰         | ۲۰    | ۲     |
| ۲۰۱۷–۲۰۱۸                | المپیاکوس                | سوپر لیگ                 | ۶    | ۱   | ۱        | ۰        | –         | –         | ۷     | ۱     |
| مجموع المپیاکوس          | مجموع المپیاکوس          | مجموع المپیاکوس          | ۶    | ۱   | ۱        | ۰        | –         | –         | ۷     | ۱     |
| ۹۸–۱۳۹۷                  | تراکتور                  | لیگ برتر                 | ۲۴   | ۰   | ۰        | ۰        | –         | –         | ۲۴    | ۰     |
| ۹۹–۱۳۹۸                  | تراکتور                  | لیگ برتر                 | ۲۹   | ۶   | ۳        | ۰        | –         | –         | ۳۲    | ۶     |
| ۰۰–۱۳۹۹                  | تراکتور                  | لیگ برتر                 | ۱۶   | ۱   | ۰        | ۰        | –         | –         | ۱۶    | ۱     |
| مجموع تراکتور            | مجموع تراکتور            | مجموع تراکتور            | ۶۹   | ۷   | ۳        | ۰        | –         | –         | ۷۲    | ۷     |
| ۰۰–۱۳۹۹                  | سپاهان                   | لیگ برتر                 | ۱۳   | ۱   | ۲        | ۰        | –         | –         | ۱۵    | ۱     |
| مجموع سپاهان             | مجموع سپاهان             | مجموع سپاهان             | ۱۳   | ۱   | ۲        | ۰        | –         | –         | ۱۵    | ۱     |
| ۲۰۲۱–۲۰۲۲                | آ.ا. ک آتن               | سوپر لیگ                 | ۲۸   | ۲   | ۴        | ۱        | ۰         | ۰         | ۳۲    | ۳     |
| ۲۰۲۲–۲۰۲۳                | آ.ا. ک آتن               | ۲۹                       | ۰    | ۵   | ۰        | ۰        | ۰         | ۳۴        | ۰     |       |
| ۲۰۲۳–۲۰۲۴                | آ.ا. ک آتن               | ۱۹                       | ۰    | ۰   | ۰        | ۱۰       | ۰         | ۲۹        | ۰     |       |
| ۲۰۲۴–۲۰۲۵                | ۱۵                       | ۱                        | ۴    | ۰   | ۴        | ۰        | ۲۳        | ۱         |       |       |
| مجموع آ.ا. ک آتن         | مجموع آ.ا. ک آتن         | مجموع آ.ا. ک آتن         | ۹۱   | ۳   | ۱۳       | ۱        | ۱۴        | ۰         | ۱۱۸   | ۴     |
| مجموع آمار               | مجموع آمار               | مجموع آمار               | ۴۹۴  | ۵۷  | ۴۲       | ۶        | ۵۷        | ۰         | ۵۹۳   | ۶۳    |

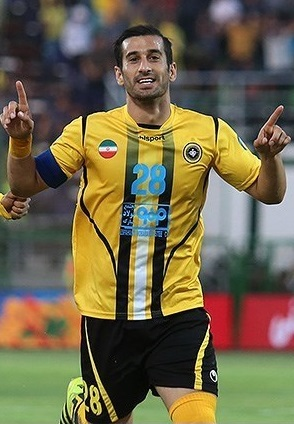
احسان حاج‌صفی در مسابقه سپاهان و پرسپولیس در سال ۱۳۹۵

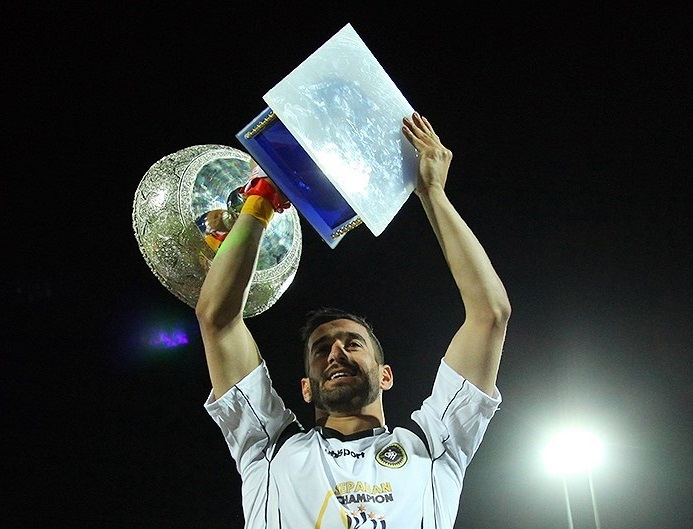
احسان حاج‌صفی و جام قهرمانی لیگ برتر خلیج فارس به همراه سپاهان در سال ۱۳۹۴

۱ دو بازی در جام باشگاه‌های جهان ۲۰۰۷ به مجموع اضافه شده‌است.

## افتخارات
باشگاهی
سپاهان
- لیگ برتر خلیج فارس (۳): ۸۹–۱۳۸۸، ۹۰–۱۳۸۹، ۹۴–۱۳۹۳
  - نایب قهرمان(۲): ۸۷–۱۳۸۶، ۱۴۰۰–۱۳۹۹
- جام حذفی فوتبال ایران (۳): ۸۵–۱۳۸۴، ۸۶–۱۳۸۵، ۹۲–۱۳۹۱
- لیگ قهرمانان آسیا: نایب قهرمان ۲۰۰۷

تراکتور
- لیگ برتر خلیج فارس: نایب قهرمان ۹۱–۱۳۹۰
- جام حذفی فوتبال ایران (۱): ۹۹–۱۳۹۸

 آ.ا. ک آتن
سوپر لیگ یونان (۱): ۲۰۲۳–۲۰۲۲
جام حذفی فوتبال یونان (۱): ۲۰۲۳–۲۰۲۲
ملی
ایران
- غرب آسیا ۲۰۰۸
- تورنمنت کافا ۲۰۲۳

## آمار ملی

### بازی‌های ملی
تا تاریخ ۷ فوریه ۲۰۲۴
| ایران | ایران | ایران | ایران  |
| سال   | بازی  | گل    | پاس گل |
| ----- | ----- | ----- | ------ |
| ۲۰۰۸  | ۹     | ۱     | ۱      |
| ۲۰۰۹  | ۱۰    | ۱     | ۰      |
| ۲۰۱۰  | ۱۰    | ۰     | ۰      |
| ۲۰۱۱  | ۱۱    | ۰     | ۲      |
| ۲۰۱۲  | ۱۱    | ۰     | ۱      |
| ۲۰۱۳  | ۵     | ۰     | ۰      |
| ۲۰۱۴  | ۱۰    | ۱     | ۰      |
| ۲۰۱۵  | ۱۰    | ۱     | ۳      |
| ۲۰۱۶  | ۶     | ۲     | ۱      |
| ۲۰۱۷  | ۸*    | ۰     | ۰      |
| ۲۰۱۸  | ۱۱    | ۰     | ۳      |
| ۲۰۱۹  | ۹     | ۰     | ۲      |
| ۲۰۲۰  | ۲     | ۰     | ۰      |
| ۲۰۲۱  | ۵     | ۱     | ۱      |
| ۲۰۲۲  | ۷     | ۰     | ۱      |
| ۲۰۲۳  | ۱۱    | ۰     | ۲      |
| ۲۰۲۴  | ۷     | ۰     | ۰      |
| مجموع | ۱۴۲   | ۷     | ۱۷     |

- در برخی منابع به بازی ملی حاج‌صفی مقابل  عراق در تاریخ ۲۸ اسفند ۱۳۹۵ اشاره نشده‌است.

### گل‌های ملی[۱]
| شماره | تاریخ          | میزبان     | بازی ملی | حریف              | نتیجه | رقابت                  |
| ----- | -------------- | ---------- | -------- | ----------------- | ----- | ---------------------- |
| ۱     | ۱۱ اوت ۲۰۰۸    | تهران      | ۵        | قطر               | ۶–۱   | غرب آسیا ۲۰۰۸          |
| ۲     | ۲۸ دسامبر ۲۰۰۹ | دوحه       | ۱۹       | قطر               | ۲–۳   | دوستانه                |
| ۳     | ۸ ژوئن ۲۰۱۴    | سائوپائولو | ۶۲       | ترینیداد و توباگو | ۲–۰   | دوستانه                |
| ۴     | ۱۱ ژانویه ۲۰۱۵ | ملبورن     | ۶۷       | بحرین             | ۲–۰   | جام ملت‌های آسیا ۲۰۱۵   |
| ۵     | ۲۴ مارس ۲۰۱۶   | تهران      | ۷۷       | هند               | ۴–۰   | مقدماتی جام جهانی ۲۰۱۸ |
| ۶     | ۲۴ مارس ۲۰۱۶   | تهران      | ۷۷       | هند               | ۴–۰   | مقدماتی جام جهانی ۲۰۱۸ |
| ۷     | ۱۶ نوامبر ۲۰۲۱ | امان       | ۱۱۷      | سوریه             | ۳–۰   | مقدماتی جام جهانی ۲۰۲۲ |

## سبک بازی و ویژگی های فنی
احسان حاج صفی به عنوان یک هافبک میانی شناخته می‌شود که توانایی بالایی در بازی‌خوانی، کنترل توپ و پاس‌دادن دقیق دارد. سرعت عمل و دقت در تصمیم‌گیری از ویژگی‌های برجسته اوست که به تیم ملی و باشگاه‌هایش کمک زیادی کرده است. علاوه بر این، حاج صفی توانایی بازی در چندین پست مختلف میانی و دفاعی را دارد که انعطاف‌پذیری بالای او را نشان می‌دهد. سبک بازی او ترکیبی از قدرت بدنی، استقامت و تکنیک فردی است که او را به بازیکنی تاثیرگذار در میانه میدان تبدیل کرده است.

## عملکرد ملی

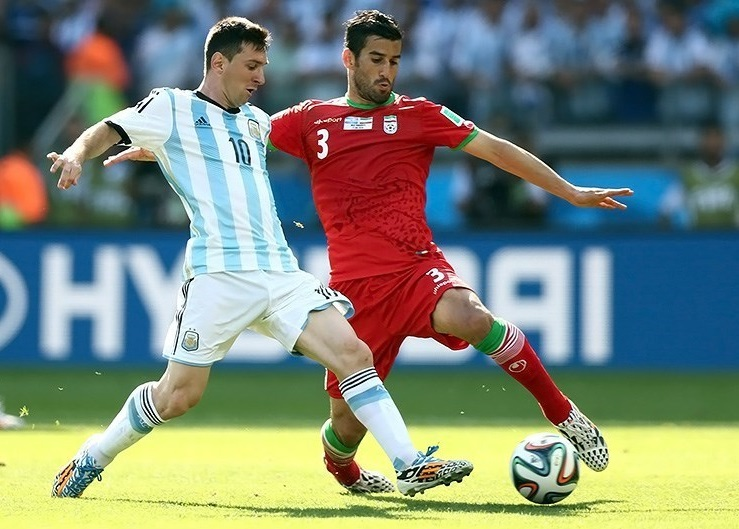
احسان حاج‌صفی و لیونل مسی؛ مسابقه ایران و آرژانتین در جام جهانی ۲۰۱۴

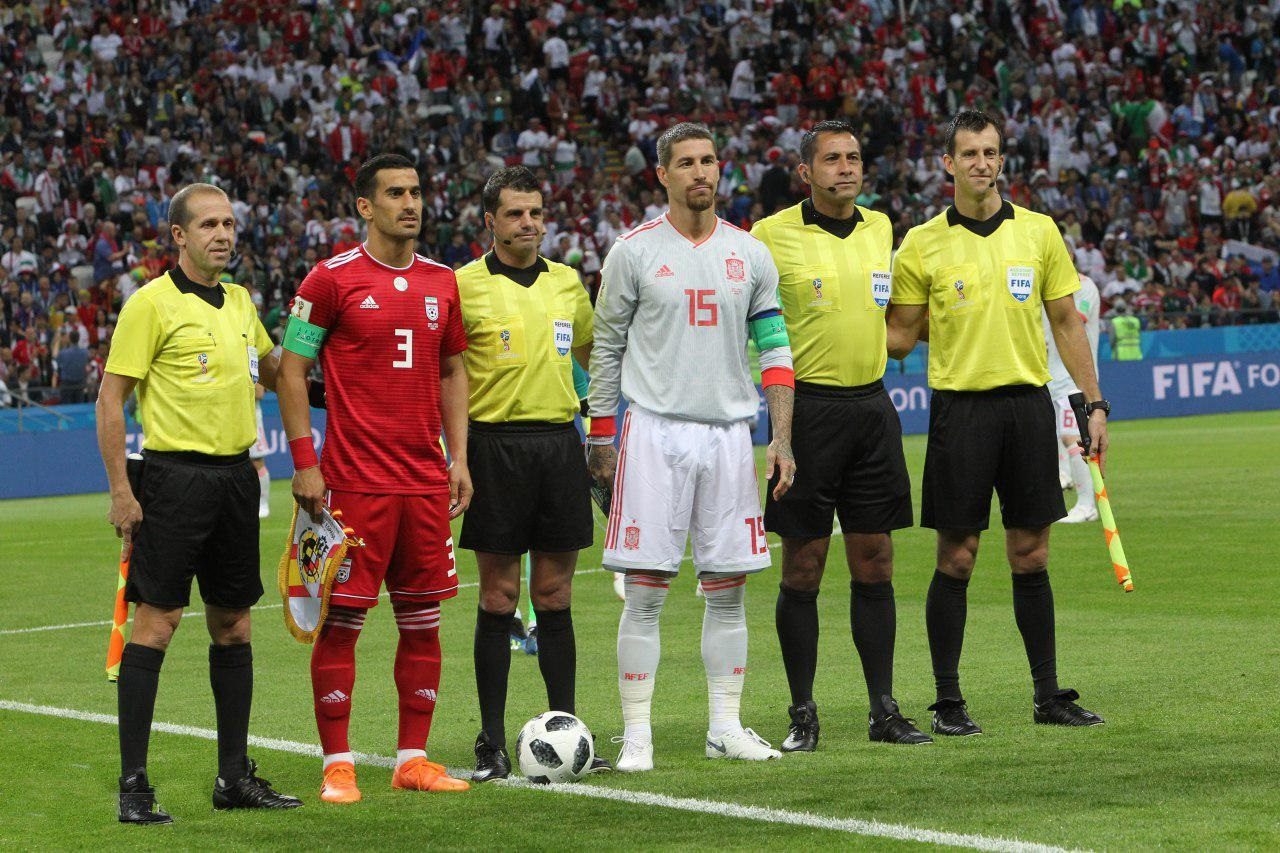
احسان حاج‌صفی و سرخیو راموس؛ مسابقه ایران و اسپانیا در جام جهانی ۲۰۱۸

حاج‌صفی در ترکیب تیم ملی فوتبال جوانان ایران به‌طور کامل برای ایران در قهرمانی جوانان آسیا ۲۰۰۶ بازی کرده‌است.
احسان حاج‌صفی در ۵ خرداد ۱۳۸۷ اولین بازی ملی خود را در مقابل تیم ملی زامبیا در ورزشگاه آزادی انجام داد. او با دو پاس گل درخشانش در پیروزی ۳ بر ۲ تیم ملی ایران مقابل زامبیا در خانه درخشید.
او هشت روز بعد در ۱۳ خرداد ۱۳۸۷ در مسابقات مقدماتی جام جهانی فوتبال از ابتدا در مقابل تیم ملی امارات متحده عربی در خانه بازی کرد. در بازی برگشت در میانه بازی وارد میدان شد و به برد ایران در بازی بیرون از خانه کمک کرد.
اولین گل ملی او هم در مقابل تیم ملی قطر در مسابقات فوتبال غرب آسیا ۲۰۰۸ به ثمر رسید که ایران این بازی را با نتیجه شش بر یک برنده شد.
احسان حاج‌صفی در ۱۲ اسفند ۱۳۹۲ در بازی مرحله مقدماتی جام ملت‌های آسیا ۲۰۱۵ مقابل تیم ملی کویت و در ورزشگاه انقلاب کرج، برای اولین بار بازوبند کاپیتانی تیم ملی فوتبال بزرگسالان ایران را به بازو بست.
حاج صفی در جریان تورنمنت کافا توانست با ۱۲۸ بازی ملی به سومین بازیکن با سابقه تیم ملی فوتبال ایران پس از جواد نکونام و علی دایی تبدیل شود.